# شب حسنی
شب حسنی (عربی: الشاب حسني؛ ۱ فوریهٔ ۱۹۶۸ وهران، الجزایر – خواننده اهل الجزایر بود. وی بین سال‌های ۱۹۸۶ تا ۱۹۹۴ میلادی فعالیت می‌کرد. او در شمال آفریقا محبوب بود. او در خلال سال‌های ۱۹۸۰ تا ۱۹۹۰ در اوج فعالیت حرفه‌ای خودش بود. او فرزند یک جوشکار بود و در خانواده ای با طبقه کارگر بزرگ شد. خانواده آنها ۷ فرزند داشت. حسنی بیشتر به خاطر آهنگ‌های عاشقانه اش شناخته شده‌است، اما با موضوعات تابو مانند طلاق و الکل نیز سرو کار داشت. او در سال ۱۹۹۴ به قتل رسید. محتوای متن ترانه جنجالی حسنی (به ویژه مواردی که در ترانه «ال براکا» در سال ۱۹۸۷ منتشر شد، که شامل اشعار مربوط به رابطه جنسی در حالت مستی بود) ترانه‌های او باعث خشم اصولگرایان سلفیستی در الجزایر شده بود؛ و چنین برداشت می‌شود که که وی به همین دلیل به قتل رسیده‌است.

## در آغاز کار
حسنی متولد اوران، الجزایر بود و از سنین کودکی علاقه‌مند به اجرا بود. در مصاحبه ای که در سال ۱۹۹۲ در روزنامه فرانسوی Libération منتشر شد، حسنی اظهار داشت که "وقتی بچه بودم، همه مرا در محله ما می‌شناختند. من همیشه با کیف مدرسه ام که بر دوشم بود در حال خواندن بودم.
اولین اجرای مهم حسنی به عنوان یک خواننده در یک مهمانی عروسی محلی بود، جایی که یک گروه به سرپرستی برادران معروف Naoui در آنجا حضور داشتند رخ داد، و تحت تأثیر صدای او، وی را دعوت کردند تا در یک کاباره مشهور به نام La Guinguette روی صحنه برود. دومین گام در رشد هنری پس از آن اتفاق افتاد که تهیه‌کننده از او خواست که با مجری آهنگ‌های رای ضبط کند.
در تابستان ۱۹۸۷ این زوج ترانه‌ای که با استانداردهای آن زمان الجزایر تحریک‌آمیز شناخته می‌شد را ضبط کردند آهنگ براکا توجه زیادی را به خود به جلب کرد. موضوعات آهنگ‌های وی جنجالی بود و باعث شد این آهنگ در بین جوانان الجزایر محبوب شود، که در فروش تخمینی این آهنگ که یک میلیون نسخه بود کمک کرده‌است. موفقیت «براکا» باعث شد حسنی مشهور شود، و موضوعی بحث‌انگیز بین منتقدین و اصولگرایان اسلامی بود. یکی دیگر از مهمترین آهنگ‌ها او «ال ویزا» آهنگی دربارهٔ مهاجرت بود که تقریباً ۲۵۰٬۰۰۰ کاست به فروش رساند.